# 셈을 할 줄 아는 까막눈이 여자
《셈을 할 줄 아는 까막눈이 여자》(스웨덴어: Analfabeten som kunde räkna)는 요나스 요나손의 2013년 두 번째 장편소설이다. 제목 그대로 문맹 여성의 여행기를 다루고 있다. 대한민국에는 열린책들에서 임호경 번역으로 출간되었다.

## 작품 소개
비천한 태생이었지만 두뇌만은 비범했던 여인 놈베코가 세상을 구한다!
《창문 넘어 도망친 100세 노인》의 저자 요나스 요나손의 신작 『셈을 할 줄 아는 까막눈이 여자』. 스웨덴과 남아공을 배경으로 100세 노인의 삶보다 더 기구하고 황당무계한 까막눈 소녀의 삶을 그려낸 작품이다. 역사적 사건들을 차용해 저자 특유의 재치와 유머를 담아 사회 현실을 풍자한다. 비천한 태생이지만 두뇌만은 비범했던 한 여인이 세상을 구하기 위해 종횡무진 하는 여정을 그리고 있다.
1961년, 남아공 아파르트헤이트 체제하에 만들어진 흑인 빈민촌 '소웨토'의 콩알만 한 판잣집에서 태어난 놈베코는 다섯 살 때부터 공동변소에서 똥을 치우며 생계를 이어간다. 빈민촌의 여느 주민들처럼 까막눈이었지만 셈을 할 줄 아는 능력, 즉 수(數)에 대한 감각과 세상만사를 영리하게 따져 보는 능력만은 타고난 놈베코는 문학애호가인 옆집 호색한과 라디오를 통해 글과 말을 깨우친다.
어느 날 강도에게 습격당해 죽은 호색한의 집에서 수백만 달러 어치의 다이아몬드를 발견한 놈베코는 그 길로 빈민촌을 탈출하지만 요하네스버그쯤 이르러 '백인의 차에 치인 죄'를 범하고 죗값을 치르기 위해 비밀 핵무기 연구소에서 청소부로 일하게 된다. 명목으로는 청소부이나, 실상은 수학적 재능을 발휘해 핵폭탄 개발에 관여하게 된 놈베코는 엔지니어의 실수로 주문량을 초과해 생산된 핵폭탄을 떠안고 정치 망명자로 가장해 스웨덴으로 향하는데…….